# Michael Rubbo
Pour les articles homonymes, voir Rubbo.
Michael Rubbo, né le 31 décembre 1938 à Melbourne (Australie), est un réalisateur, scénariste et producteur australien.

## Office national du film du Canada
Il a été embauché après ses études par l'Office national du film du Canada (ONF) comme réalisateur de productions destinées aux enfants. Directeur du secteur des films jeune public à l'ONF, Rubbo se rend au Vietnam pour documenter le Plan de parrainage du Canada. Confronté par ce guerre, il a quitté la voie du documentaire conventionnel et réalisé Le Jaune en péril (en) (1970). Dans les années qui suivent, il tournait plusieurs des films avec l'ONF, notamment Waiting for Fidel (en) (1974), Je déteste perdre (1977) et Yes or No, Jean-Guy Moreau (1979). Il a quitté l'ONF en 1984.

## Filmographie

### Comme réalisateur
- 1970 : Sad Song of Yellow Skin (en)
- 1985 : Opération beurre de pinottes
- 1988 : Les Aventuriers du timbre perdu
- 1991 : Vincent et moi
- 1994 : Le Retour des aventuriers du timbre perdu